# آکیهابارا

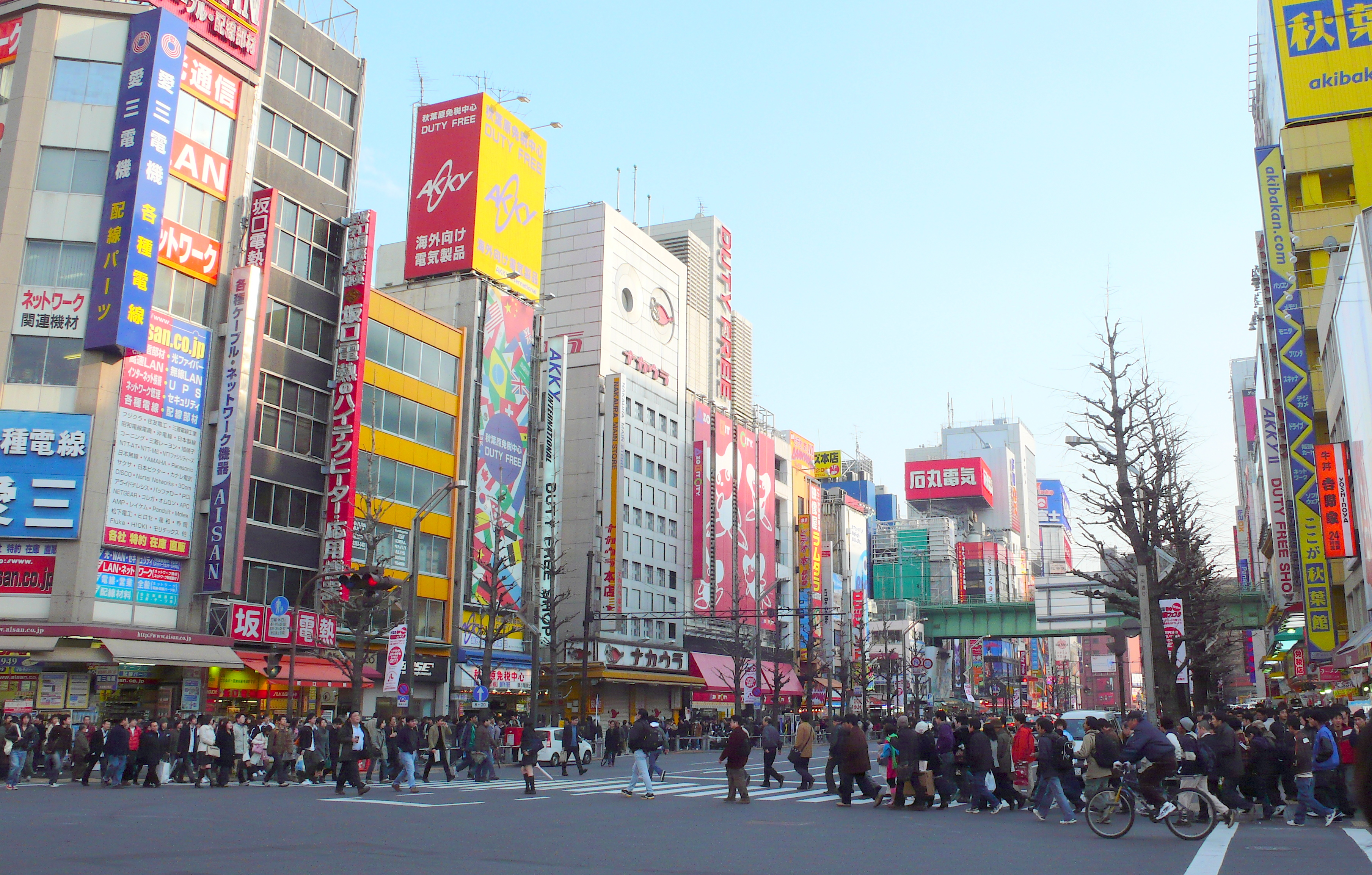
آکیهابارا در توکیو

آکیهابارا (به ژاپنی: 秋葉原 Akihabara) در منطقهٔ چیودا و تایتو در توکیو پایتخت ژاپن واقع شده‌است. آکیهابارا مرکز فروش وسایل الکترونیکی و کامپیوتر در ژاپن است. گرچه هنوز هم فروشگاه‌های فروش وسایل برقی در آکیهابارا چشمگیر است، در سال‌های اخیر به‌تدریج بعضی از مراکز فروش وسایل الکترونیکی به قسمت‌های دیگر توکیو تغییر مکان داده‌اند و آکیهابارا در حال تبدیل شدن به مرکز فروش انیمه، مانگا، اکشن فیگور، بازیهای رایانه‌ای و در کل محصولات مورد علاقه اوتاکوها است. روزهای یکشنبه در خیابان مرکزی آکیهابارا راه بر روی وسایل نقلیه بسته می‌شود.

## فرهنگ اوتاکو
یک گروه موسیقی محبوب دختر در این مکان به‌وجود آمد که نام آن ای کی بی ۴۸ است، این گروه دختر امروز به برترین گروه موسیقی پاپ دختر در آسیا تبدیل شده است.

## رسیدن به آکیهابارا
- ایستگاه آکیهابارا  برای رسیدن به این ایستگاه می‌توان از سه خط  جی‌آر، خط یامانوته یا خط که‌ایهین-توهوکو و خط چوئو-سوبو استفاده کرد. از طریق متروی توکیو و خط هیبیا H15 نیز می‌توان به ایستگاه آکیهابارا رسید.
- متروی توکیو خط گینزا  G14ایستگاه سوئه‌هیروچو (Suehirocho Station)
- متروی توئی خط شینجوکو ایستگاه ایواموتوچو (Iwamotocho Station)   ده دقیقه تا آکیهابارا پیاده فاصله دارد.[۱]